# Abel Verdurand
Abel-Paul-Louis-Joseph Verdurand est un ingénieur français né à Die le 5 mars 1886 et mort le 18 mars 1970.

## Biographie

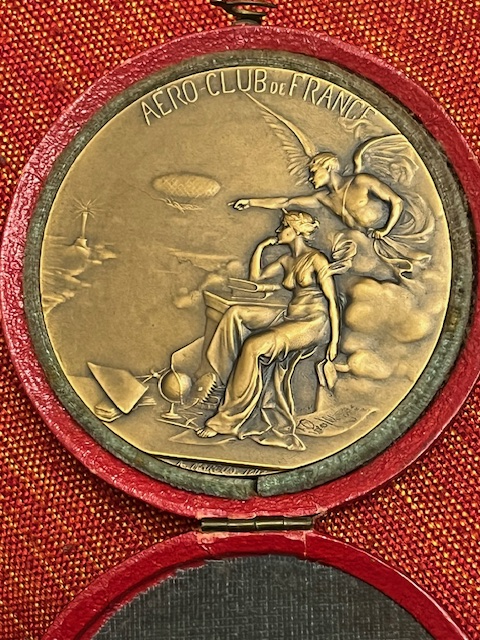

Il s'engage lors de la première Guerre mondiale, est affecté au 6e régiment d'artillerie, puis à l'aviation en 1915 d'abord comme observateur ; il est breveté pilote le 27 novembre 1915 et affecté aux escadrilles MF 20, MF 60, F 228 et GDE,. Il est récompensé en 1916 par la médaille de l'Aéro-Club de France.

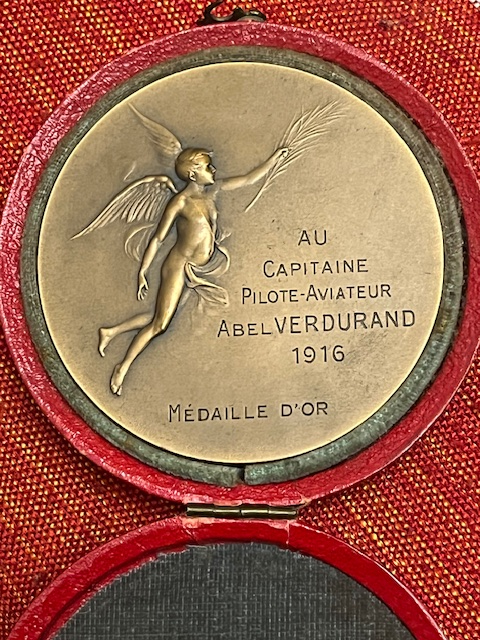

Polytechnicien il a rédigé plusieurs ouvrages. De 1924 à 1928, il est directeur d'Air Union .
Lieutenant-Colonel de réserve dans l'Armée de l'Air, il prend position dans un article remarqué en faveur de la création d'une aviation d'Artillerie, indépendante de l'Armée de l'air. Mobilisé en septembre 1939, il inspire la commande de 100 autogires C301, qui ne sortiront pas en temps utile. Au procès de Riom, il dénoncera l'attitude l'Armée de l'Air qui s'était opposée à la création d'une aviation spécialisée, dépendant directement de l'Artillerie.

## Publications
- Théorie simplifiée de la télégraphie sans fil à l'usage des officiers observateurs en avion et des officiers d'antenne de groupes d'artillerie, Paris, H. Dunod et E. Pinat, 1918.
- Théorie industrielle de l'électricité et des machines électriques, Paris, H. Dunod et E. Pinat, 1919, préface du général Ferrié.
- Grand quartier général. Service aéronautique. Comment obtiendra-t-on le rendement maximum de l'observation aérienne d'artillerie, conférence faite par le capitaine Verdurand au Centre d'études d'artillerie de Vitry-le-François, Paris, Chaix, 1918.